# 青春のお通り 愛して泣いて突っ走れ!
『青春のお通り　愛して泣いて突っ走れ!』（せいしゅんのおとおり　あいしてないてつっぱしれ）は、京都伸夫の小説と、これを映画化した1966年の日活映画。吉永小百合主演。1966年4月27日封切り。カラー、シネマスコープ、90分。
同じ京都伸夫の小説を映画化した『青春のお通り』（1965年公開）の続編となっている。

## キャスト
- 南原桜子(チャッカリ): 吉永小百合
- 青柳久子(ケロリン): 浜川智子
- 駒井中子(キドリン): 松原智恵子
- 青柳圭太: 浜田光夫
- 桃代: 小園蓉子
- 曾根夫人: 初井言栄
- 浪花ユカリ: 香月美奈子
- 浪花秀介: 藤村有弘
- 南原安太郎: 下条正巳
- 南原菊野: 高野由美
- 斎藤カメ: 原泉
- 曾根画伯: 北竜二
- 松坂: 柴田新三
- ガンさん: 桂小かん

## 同時上映
- 「青春大統領」
  - 原作：池田淳
  - 脚本：江崎実生、銭谷功
  - 監督：江崎実生
  - 出演：石原裕次郎、浅丘ルリ子